# Proteuxoa albirena
Proteuxoa albirena là một loài bướm đêm trong họ Noctuidae.